# تن‌فروشی در امارات متحده عربی
تن‌فروشی  (تبادل خدمات جنسی در ازای دریافت پول) در امارات متحده عربی امری غیرقانونی است. اما برخی فعالیت‌های مرتبط، داشتن و مدیریت تن‌فروش‌خانه و فحشا در هتل‌ها تا وقتی که آشکار نباشند، توسط حکومت تحمل می‌شوند. تن‌فروشی در بیشتر بخش‌های این کشور بسیار کم است و تنها در چند شهر آن شدید است. تن‌فروش‌های خارجی در صورتی که شناسایی شوند، از کشور دیپورت می‌شوند و اگر اهل امارات باشند، مجازات و جریمهٔ قانونی برای آنان پیشبینی شده‌است. همچنین در بیشتر نقاط کشور، کسی نمی‌تواند با لباس ملی وارد تن‌فروش‌خانه یا مکان‌های مرتبط شود.

## در شهرها
از دهه‌ها پیش، در دبی، یکی از شهرهای موفق امارات، تن‌فروش‌گری وجود داشته‌است تا اینکه حاکمان در سال‌های پیش از ۱۹۵۰ تصمیم می‌گیرند تن‌فروشان را مجبور به ازدواج یا ترک کشور کنند. بسیاری از تن‌فروشان شهر دبی از کشورهای دیگر هستند و بسیاری از آنان از کشورهای نیجریه، روسیه و تایوان هستند.
همچنین در فیلم یک مشت دروغ، در سال ۲۰۰۸، به تن‌فروشی و مشکلات همراه آن در کشور اشاره شده‌است.